# 大朝乡
大朝乡，是中华人民共和国四川省广元市昭化区曾经下辖的一个乡。2019年12月，撤销大朝乡，将其所属行政区域划归昭化镇管辖。

## 行政区划
大朝乡撤销前下辖以下地区：
云台村、牛头山村、孟江村、五堆村、新凡村和高庙村。